# 아침이 오면 그대 이름으로
"아침이 오면 그대 이름으로"는 1993년에 개봉한 대한민국의 영화이다.

## 캐스팅
- 이경영 : 준영 역
- 박혜란 : 영숙 역
- 전무송 : 이장길 역
- 김진화 : 준우 역
- 박정룡 : 범중 역
- 김윤희 : 선희 역
- 이성훈 : 박 사장 역
- 이재락 : 기철 역
- 이세영 : 미리 역
- 안종환 : 노란모자 역
- 이영수 : 어수동최씨 역
- 하응원 : 차장 역
- 조태봉 : 덕정대표 역
- 박재호 : 학생 역
- 김홍은 : 학생 역
- 김성은 : 학생 역
- 김홍태 : 학생 역
- 이병은 : 부장 역
- 김은형 : 미스 정 역
- 이윤정 : 미스 리 역
- 인영호 : 패거리 역
- 노시철 : 패거리 역
- 함원식 : 패거리 역
- 양수호 : 패거리 역
- 이상호 : 패거리 역
- 이용환 : 패거리 역
- 김진태 : 패거리 역
- 김태양 : 패거리 역
- 이효섭 : 패거리 역
- 윤만식 : 패거리 역